# European Festivals Association

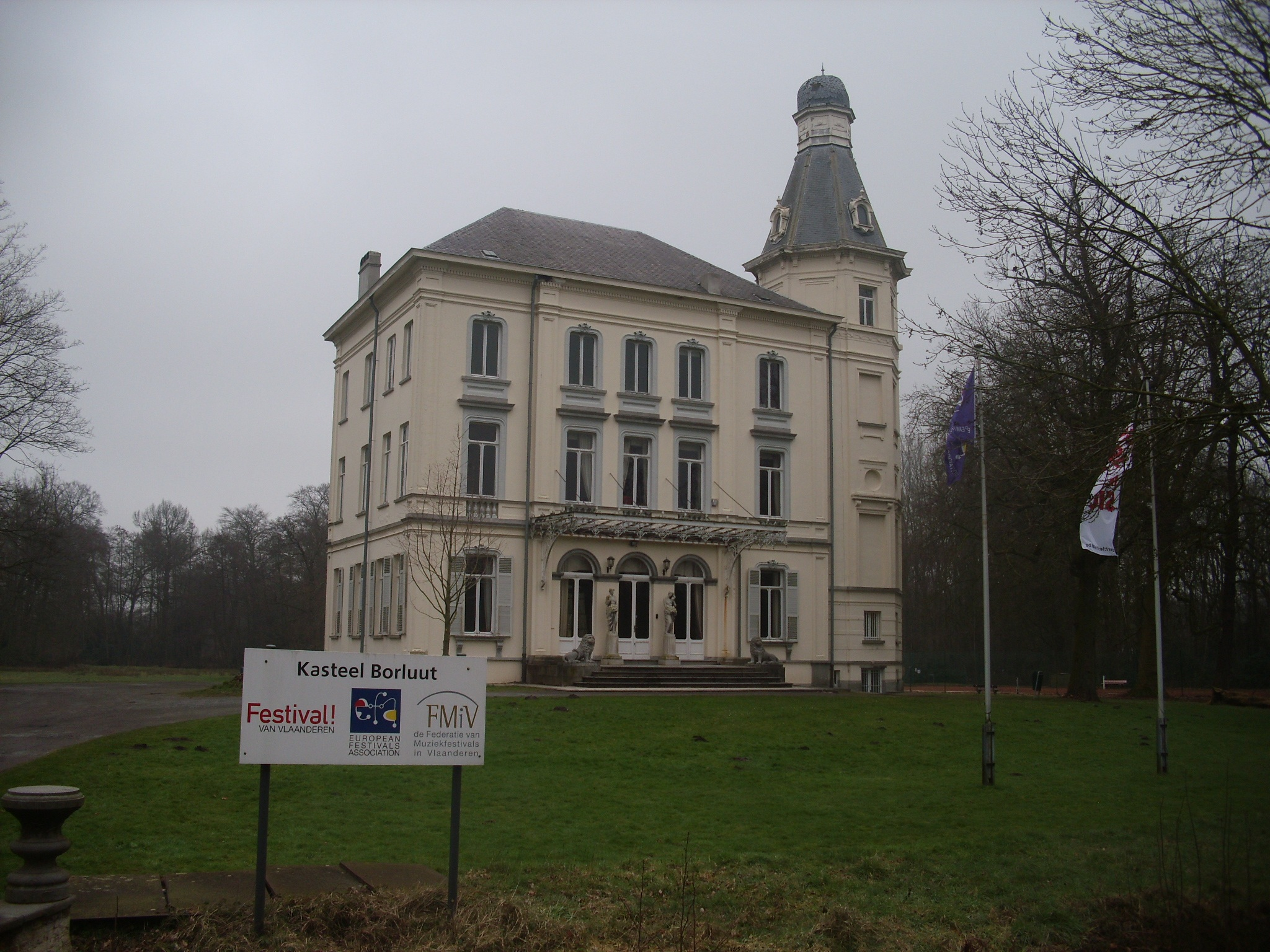
Het secretariaat

De European Festivals Association is een koepelorganisatie en het overlegorgaan van meer dan 100 muziek-, dans-, theater- en multidisciplinaire festivals uit 38 Europese landen. Daarnaast groepeert ze ook 14 nationale festivalfederaties die meer dan 1.000 organisaties vertegenwoordigen.
De associatie werd opgericht in 1952, op initiatief van de Oekraïense dirigent Igor Markevitsj en de Zwitserse schrijver en filosoof Denis de Rougemont. Ze telde aanvankelijk 15 festivalorganisatoren.

## Leden
De Nederlandse leden zijn: 
- European Conference of Promoters of New Music (ECPNM)
- Rotterdam Festivals

Voor België zijn dit:
- BOZAR Festival
- Festival van Vlaanderen
- Federation of Music Festivals in Flanders
- Festival de Wallonie.

De huidige voorzitter van EFA is Jan Briers van de Federatie van Muziekfestivals in Vlaanderen. De ondervoorzitters zijn Hermann Schnitzer en Paul Dujardin.
Het secretariaat is ondergebracht in Brussel, een kantoor aan het Sainctelettesquare in België.

## Europe for Festivals, Festivals for Europe (EFFE)
De European Festivals Association heeft een kwaliteitskeur opgezet voor opmerkelijke kunstenfestivals in Europa. Het keurmerk wordt door het platform Europe for Festivals, Festivals for Europe (EFFE) toegekend aan festivals die zich onderscheiden door artistieke kwaliteit, lokale betrokkenheid en internationale oriëntatie. 715 festivals dragen het EFFE-keurmerk 2017-2018, waaronder Nederlandse festivals zoals de Zeister Muziekdagen, het Noorderzonfestival, en Welcome to The Village.